# Igrzyska Panamerykańskie 2007
XV Igrzyska Panamerykańskie – multidyscyplinarne zawody sportowe rozegrane od 13 (piłka nożna od 12) do 29 lipca 2007 roku w Rio de Janeiro.
Rio zostało wybrane organizatorem igrzysk w sierpniu 2002 roku pokonując stosunkiem głosów 30 do 21 kandydaturę San Antonio. Igrzyska panamerykańskie były pierwszymi z trzech wielkich imprez sportowych, których gospodarzem była Brazylia – w 2014 odbyły się tutaj piłkarskie mistrzostwa świata, a w 2016 zostały rozegrane igrzyska olimpijskie.

## Państwa uczestniczące w igrzyskach
W nawiasach (  ) została podana liczba reprezentantów danego kraju. 
| - Argentyna (441) - Antigua i Barbuda (9) - Antyle Holenderskie (52) - Aruba (25) - Bahamy (86) - Barbados (65) - Belize (7) - Bermudy (19) - Boliwia (43) - Brazylia (659) - Brytyjskie Wyspy Dziewicze (10) - Chile (229) - Dominika (13) - Dominikana (171) | - Ekwador (150) - Grenada (15) - Gujana (14) - Gwatemala (164) - Haiti (38) - Honduras (60) - Jamajka (147) - Kajmany (12) - Kanada (495) - Kolumbia (307) - Kostaryka (?) - Kuba (470) - Meksyk (400) - Nikaragua (55) | - Panama (70) - Paragwaj (71) - Peru (93) - Portoryko (209) - Saint Kitts i Nevis (29) - Saint Lucia (14) - Saint Vincent i Grenadyny (14) - Salwador (86) - Stany Zjednoczone (595) - Surinam (18) - Trynidad i Tobago (75) - Urugwaj (173) - Wenezuela (382) - Wyspy Dziewicze Stanów Zjednoczonych (50) |

## Dyscypliny i rezultaty
| - Badminton (szczegóły) - Baseball (szczegóły) - Boks (szczegóły) - Futsal (szczegóły) - Gimnastyka artystyczna (szczegóły) - Gimnastyka sportowa (szczegóły) - Hokej na trawie (szczegóły) - Jeździectwo (szczegóły) - Judo (szczegóły) - Karate (szczegóły) - Kajakarstwo (szczegóły) - Kolarstwo (szczegóły) - Koszykówka (szczegóły) - Kręgle (szczegóły) - Lekkoatletyka (szczegóły) - Łucznictwo (szczegóły) - Narciarstwo wodne (szczegóły) - Pięciobój nowoczesny (szczegóły) - Piłka nożna (szczegóły) - Piłka ręczna (szczegóły) | - Piłka siatkowa (szczegóły) - Pływanie (szczegóły) - Pływanie synchroniczne (szczegóły) - Podnoszenie ciężarów (szczegóły) - Siatkówka plażowa (szczegóły) - Skoki do wody (szczegóły) - Softball (szczegóły) - Skoki na trampolinie (szczegóły) - Squash (szczegóły) - Strzelectwo (szczegóły) - Szermierka (szczegóły) - Taekwondo (szczegóły) - Tenis ziemny (szczegóły) - Tenis stołowy (szczegóły) - Taekwondo (szczegóły) - Triathlon (szczegóły) - Wioślarstwo (szczegóły) - Wrotkarstwo (szczegóły) - Zapasy (szczegóły) - Żeglarstwo (szczegóły) |

## Tabela medalowa
| Miejsce | Kraj                | Złoto | Srebro | Brąz | Razem |
| 1       | Stany Zjednoczone   | 97    | 88     | 52   | 237   |
| 2       | Kuba                | 59    | 35     | 41   | 135   |
| 3       | Brazylia            | 52    | 40     | 65   | 157   |
| 4       | Kanada              | 39    | 44     | 55   | 138   |
| 5       | Meksyk              | 18    | 24     | 31   | 73    |
| 6       | Kolumbia            | 14    | 20     | 13   | 47    |
| 7       | Wenezuela           | 12    | 23     | 35   | 70    |
| 8       | Argentyna           | 11    | 16     | 33   | 60    |
| 9       | Dominikana          | 6     | 6      | 17   | 29    |
| 10      | Chile               | 6     | 5      | 9    | 20    |
| 11      | Ekwador             | 5     | 4      | 10   | 19    |
| 12      | Portoryko           | 3     | 6      | 12   | 21    |
| 13      | Jamajka             | 3     | 5      | 1    | 9     |
| 14      | Gwatemala           | 2     | 3      | 2    | 7     |
| 15      | Bahamy              | 2     | 2      | 3    | 7     |
| 16      | Salwador            | 1     | 3      | 6    | 10    |
| 17      | Panama              | 1     | 1      | 0    | 2     |
| 18      | Antigua i Barbuda   | 1     | 0      | 2    | 3     |
| 19      | Antyle Holenderskie | 1     | 0      | 1    | 2     |
| 20      | Peru                | 0     | 4      | 8    | 12    |
| 21      | Trynidad i Tobago   | 0     | 1      | 3    | 4     |
| 22      | Urugwaj             | 0     | 1      | 2    | 3     |
| 23      | Kajmany             | 0     | 1      | 0    | 1     |
| 24      | Nikaragua           | 0     | 0      | 2    | 2     |
| 25      | Barbados            | 0     | 0      | 1    | 1     |
| 25      | Dominika            | 0     | 0      | 1    | 1     |
| 25      | Grenada             | 0     | 0      | 1    | 1     |
| 25      | Gujana              | 0     | 0      | 1    | 1     |
| 25      | Haiti               | 0     | 0      | 1    | 1     |
| 25      | Honduras            | 0     | 0      | 1    | 1     |
| 25      | Paragwaj            | 0     | 0      | 1    | 1     |
| 25      | Saint Lucia         | 0     | 0      | 1    | 1     |
| Razem   | Razem               | 333   | 333    | 411  | 1077  |

Kraje, które zdobyły medale podczas igrzysk

Państwa, które nie zdobyły ani jednego medalu to: Aruba, Belize, Bermudy, Boliwia, Brytyjskie Wyspy Dziewicze, Kostaryka, Saint Kitts i Nevis, Saint Vincent i Grenadyny, Surinam, Wyspy Dziewicze Stanów Zjednoczonych.